# سانفانگ چی‌شیانگ
سانفانگ چی‌شیانگ (چینی: 三坊七巷; پین‌یین: sān fāng qī xiàng؛ فوژو رومی‌شده: Săng-huŏng-chék-háe̤ng)، به معنی سه گذر و هفت کوچه، یک منطقه تاریخی و فرهنگی در شهر فوجو است.
نام این منطقه از سه گذر (چینی: 坊; پین‌یین: fāng؛ فوژو رومی‌شده: huŏng) و هفت کوچه (چینی: 巷; پین‌یین: xiàng؛ فوژو رومی‌شده: háe̤ng) که این ناحیه را تشکیل می‌دهند، گرفته شده است. این موارد عبارتند از:
سه فانگ
- گذر ییجین (چینی: 衣锦坊)
- گذر ونرو (چینی: 文儒坊)
- گذر گوانگلو (چینی: 光禄坊)

هفت شیانگ
- کوچه یانگچیاو (چینی: 杨桥巷)
- کوچه لانگگوان (چینی: 郎官巷)
- کوچه تا (چینی: 塔巷)
- کوچه هوانگ (چینی: 黄巷)
- کوچه آنمین (چینی: 安民巷)
- کوچه گونگ (چینی: 宫巷)
- کوچه جیپی (چینی: 吉庇巷)

این منطقه به سه بخش تقسیم شده و از شمال به جنوب به وسیله خیابان تونگهُو (چینی: 通湖路) و خیابان نانهُو (چینی ساده‌شده: 南后街; چینی سنتی: 南後路) امتداد می‌یابد. همچنین، از شرق با جاده بای‌یی‌چی (چینی: 八一七路) و از غرب با جاده بایما (چینی ساده‌شده: 白马路; چینی سنتی: 白馬路) هم‌مرز است.

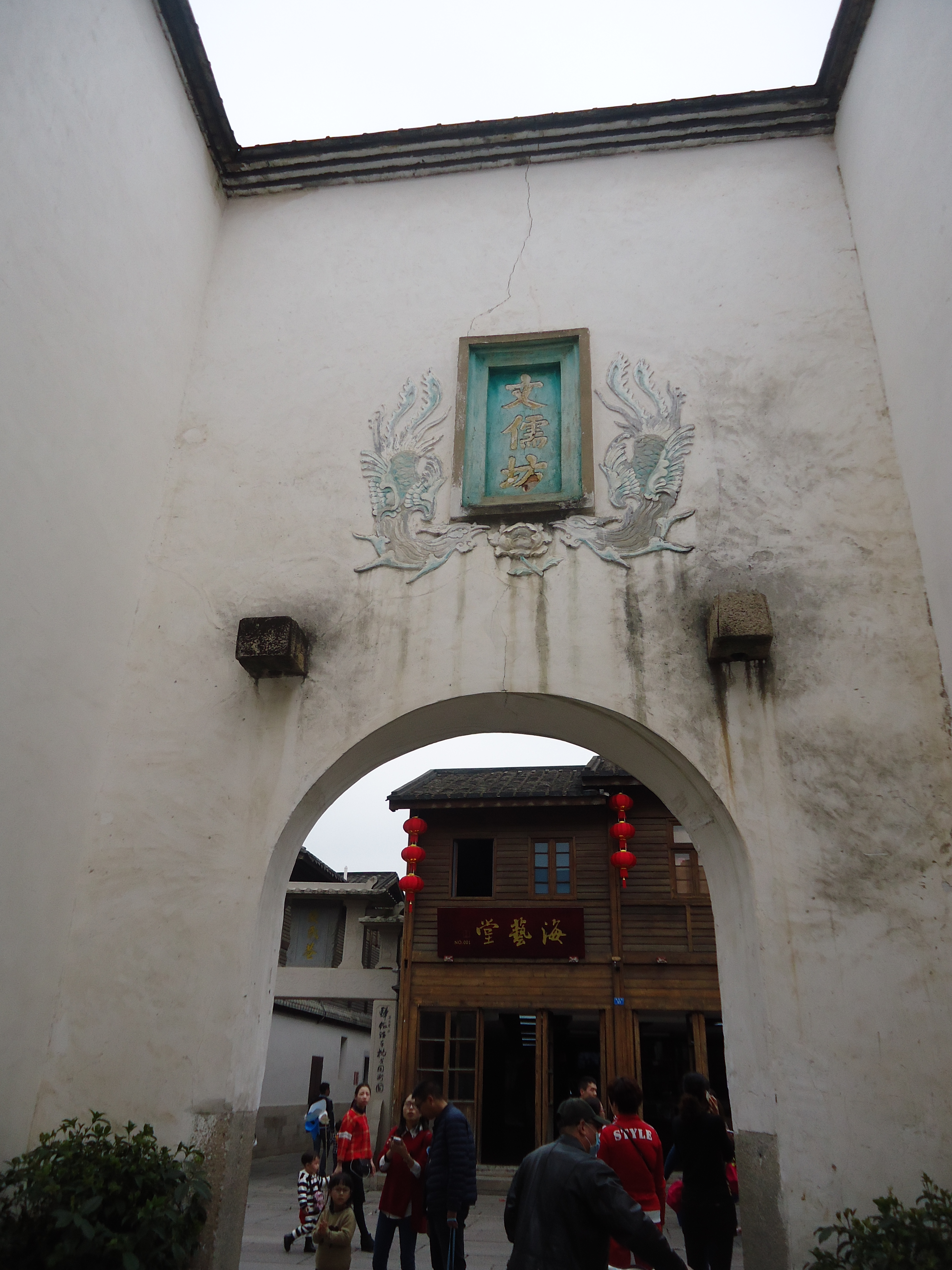
یکی از سه گذر، گذر ونرو (文儒坊)، در سال ۲۰۱۵

این منطقه با وسعتی حدود ۰٫۳۸ کیلومتر مربع (۰٫۱۵ مایل مربع)، به عنوان موزه‌ای از معماری دوران دودمان مینگ و دودمان چینگ شناخته می‌شود و شامل بناهای تاریخی بسیاری است که در فهرست آثار ملی ثبت شده‌اند، از جمله اقامتگاه‌های تاریخی شخصیت‌های برجسته. با توجه به‌شمار زیاد ساکنان ثروتمند، مشهور و قدرتمند که طی قرون گذشته به ۴۰۰ نفر می‌رسد، این منطقه به عنوان «بورلی هیلز چین امپراتوری» شناخته شده است. از سال ۲۰۱۵، این مکان به عنوان یک جاذبه گردشگری 5A توسط وزارت فرهنگ و گردشگری جمهوری خلق چین ثبت شده است.
برخی از ساکنان برجسته سابق این منطقه عبارت‌اند از:
- ژانگ جینگ
- لین ز شو
- چن بائوچن
- ژنگ شیاوشو
- شن بائوجن
- سا ژن‌بینگ
- یان فو
- لین شو
- بینگ شین
- لو یین
- لین هویین
- لین جومین
- وانگ ژو
- شو چون تنگ
- دنگ توئو

این منطقه نمونه‌ای کلاسیک از سیستم «محله مسکونی» یا لی‌فانگ (چینی: 里坊制; پین‌یین: lǐfāng-zhì) است که به عنوان یکی از شیوه‌های سنتی برنامه‌ریزی شهری از دوران دودمان تانگ رواج داشته است.
به دلیل جایگاه منحصربه‌فرد خود به عنوان یک «فسیل زنده» از چنین سیستمی، این منطقه در سال ۲۰۱۳ در فهرست آزمایشی میراث جهانی یونسکو ثبت شد. در سال ۲۰۱۵ نیز از سوی وزارت مسکن و توسعه شهری-روستایی چین و اداره ملی میراث فرهنگی چین به عنوان یک «خیابان تاریخی و فرهنگی ملی» شناخته شد.
به دلیل تلاش‌های چشمگیر اداره سانفانگ چی‌شیانگ برای حفاظت از بافت تاریخی این منطقه، این مکان در سال ۲۰۱۵ موفق به دریافت تقدیر ویژه از جوایز میراث فرهنگی آسیا-اقیانوسیه یونسکو شد.